# Ceriscoides sessiliflora
Ceriscoides sessiliflora là một loài thực vật có hoa trong họ Thiến thảo. Loài này được (Wall. ex C.B.Clarke) Tirveng. mô tả khoa học đầu tiên năm 1978.